# Estigmene neuriastis
Estigmene neuriastis là một loài bướm đêm thuộc phân họ Arctiinae, họ Erebidae.